# TrimTabs Investment Research
TrimTabs Investment Research es una empresa independiente dedicada a la publicación de análisis financieros con sede en  Sausalito, California, Estados Unidos.

## Descripción de la empresa
TrimTabs ofrece a sus clientes un servicio diario de investigación de la liquidez en bolsas de valores en varios países del mundo que incluye el flujo de fondos de inversión y fondos cotizados (ETFs) y además datos sobre impuestos retenidos e impuestos no retenidos. Fundado por Charles Biderman en 1990, TrimTabs proporciona a inversores institucionales estrategias de inversión y perspicacia financiera. Aproximadamente 25 por ciento de los 50 hedge funds más grandes del mundo utilizan el análisis para buscar los momentos más adecuados para comprar y vender.
Su perspectiva depende de la creencia de que los precios de acciones son funciones de oferta y demanda y no tienen nada que ver con el valor. Para monitorizar la oferta de valores en bolsas mundiales, TrimTabs utiliza técnicas propietarias para reunir datos sobre ofertas públicas de adquisición, ofertas públicas de venta, recompras de acciones, y transacciones por ejecutivos y accionistas principales. Para monitorizar la demanda de acciones, TrimTabs cuantifica el flujo diario de dinero que entra y sale de fondos de inversión y fondos cotizados (ETFs), y el flujo mensual de dinero en hedge funds.

## Historia
TrimTabs fue fundado en 1990 por Charles Biderman en Santa Rosa, California como una empresa que proporcionaba a hedge funds ideas para el intercambio de acciones. Su primera recomendación fue la venta al descubierto de Midlantic Bank cuyo las acciones se cotizaban entre 25 y 30 dólares en enero de 1990. Últimamente, Midlantic Bank fue adquirido por otro banco a un precio debajo de 10 dólares para evitar la bancarrota.
Eventualmente, Biderman se dio cuenta de que nadie seguía regularmente el flujo de dinero que entraba y salía de la bolsa estadounidense. Empezó a buscar datos de tiempo real sobre el flujo de dinero de cualquier tipo, incluyendo las transacciones corporativas, el flujo de fondos de inversión, y la deuda marginal en cuentas de margen.
La América corporativa llegó a ser una principal compradora de acciones a finales de 1994 y el flujo de dinero que entraba en fondos de inversión se aceleraba en 1995. Para ese entonces Biderman se dio cuenta de que la venta al descubierto de acciones ya no funcionaba porque había demasiado dinero inundando el mercado estadounidense, viniendo de la América corporativa e inversores individuales. En agosto de 1995, empezó a analizar la liquidez de la bolsa estadounidense en un boletín informativo que luego se titularía TrimTabs Weekly Liquidity Review. El método de inversión de TrimTabs se describe en detalle en TrimTabs Investing: Using Liquidity Theory to beat the Stock Market (John Wiley & Sons, 2005).
TrimTabs ha expandido sus productos disponibles en los últimos años. En 2002 lanzó TrimTabs Weekly Macro Analysis que emplea indicadores económicos en tiempo real tales como impuestos retenidos y ofertas de trabajo en línea para evaluar la salud de la economía estadounidense. En 2005 TrimTabs Asset Management fue fundado por Charles Biderman y Conrad Gann. Esta filial gestiona activos con una estrategia que aplica las ideas de inversión de TrimTabs. En 2006 TrimTabs inició la publicación bisemanal de TrimTabs Sector Liquidity que evalúa la liquidez de acciones en los sectores económicos de la bolsa estadounidense. Además lanzó TrimTabs International Liquidity Review que actualmente sigue la liquidez de acciones en la Bolsa de Londres, Euronext Paris, la Bolsa de Hong Kong, y la Bolsa de Toronto.
El 11 de febrero de 2008 Goldman Sachs anunció que había invertido 2 millones de dólares en TrimTabs por su negocio de servicios Hudson Street.

## Nombre corporativo
TrimTabs se pone el nombre del timón de dirección (Trim tab en inglés) utilizado para dirigir un buque o barco en el mar. Para cambiar la dirección del barco, primero uno tiene que girar el timón y entonces el barco seguirá. TrimTabs mantiene que los movimientos del barco están determinados por la dirección del timón tal como el comportamiento de la bolsa de valores está determinado por la liquidez de acciones.

## Investigaciones destacadas
- El 27 de diciembre de 1999: "Históricamente los mercados alcistas se terminan por una sola razón, la oferta de acciones supera a la demanda. Análisis de liquidez es la única manera para saber cuando un mercado alcista se va a terminar. La liquidez dice que ahora el mercado es alcista. Pero se va a cambiar con el nuevo año. Por lo tanto, la cantidad de acciones en flotación se podría crecer cada mes por 60 mil millones, 23 mil millones, o 37 mil millones. ¿De dónde vendrá más de 37 mil millones cada mes para impedir la caída de la bolsa?" (Liquidity TrimTabs, el 27 de diciembre de 2002)

- El 26 de diciembre de 2002: "Somos muy alcistas a finales del año como a finales de 2001. Esta es la primera vez que desde los finales de 1999 que nuestros tres indicadores están totalmente de acuerdo a últimos del año con muchas pruebas. A finales de 1999 fuimos bajistas pero ahora somos alcistas. L1, el cambio neto de las acciones en flotación es alcista porque las recompras de acciones superan a las nuevas ofertas de venta. L2, el flujo de dinero que entra y sale de fondos de inversión en los Estados Unidos, es alcista a causa del pesimismo extremo de los inversores. L3, la deuda marginal en cuentas de margen, se redujo más que los precios cuando la bolsa cayó o posiblemente subió menos que la bolsa cuando los precios crecieron desde 2002." (Barron's Magazine, el 6 de enero de 2003)